# Фотостаціонарний стан
Фотостаціонарний стан (англ. photostationary state, рос. фотостационарное состояние) — стаціонарний стан, що досягається в реагуючій хімічній системі, коли світло абсорбується принаймні хоч одним з компонентів. У цьому стані швидкості утворення і витрачання проміжних активних речовин (транзієнтів) є рівними. 